# Усачи дубовые
Усачи дубовые (лат. Cerambyx) — род жуков из семейства усачей (Cerambycidae).

## Описание
Преимущественно крупные жуки длиной 35—55 мм, с длинными усиками, грубой скульптурой переднеспинки и длинными надкрыльями. Тело черное или смоляно-черное, почти голое, надкрылья в вершинной части рыжеватые или буроватые. Голова более или менее большая, с глубоко выемчатыми усиковыми впадинами. Усики но большей части толстые, часто с частично уплощенными, бороздчатыми, остро окантованными, узловато утолщенными или несущими шипы или зубцы члениками. Глаза большие, широко и глубоко выемчатые, с маленькой верхней и очень большой нижней долей. Переднеспинка на боковом краю гладкая или с более или менее острым, нередко шиповатым бугром, на диске часто в крупных складках или в крупной морщинистой пунктировке. Надкрылья к вершине по большей части заметно сужены.
Отросток среднегруди широкий, на вершине глубоко вырезанный. Впадины передних тазиков снаружи округленные или слегка угловатые.

## Ареал
Ареал охватывает Европу, Кавказ, Северную Африку и прилежащие регионы. Преимущественно средиземноморский род, только два-три вида заходят в среднюю Европу, более богато представлен в восточной части Средиземноморья.

## Биология
Жуки питаются вытекающим соком деревьев, активны преимущественно ночью. Встречаются на ветвях и стволах деревьев.

## Размножение
Для яйцекладки самки выбирают ослабленные старые деревья с толстой растрескавшейся корой, стоящие преимущественно на хорошо освещённых местах. Цикл развития личинок 2—4 года, редко 5 лет.

## Виды
Род делится на 2 подрода:
- Cerambyx
- Microcerambyx

Включает в себя около 30 видов. Наиболее известные из которых:
- Cerambyx cerdo (Linnaeus, 1758)
- Cerambyx scopolii (Fuessly, 1775)
- Cerambyx nodulosus (Germar, 1817)
- Cerambyx carinatus (Küster, 1845)
- Cerambyx velutinus Brullé, 1832
- Cerambyx miles (Bonelli, 1823)
- Cerambyx dux (Faldermann, 1837)
- Cerambyx welensi (Küster, 1846)
- Cerambyx apiceplicatus (Pic, 1941)
- Cerambyx carinatus (Küster, 1846)
- Cerambyx heinzianus (Solsky, 1871)
- Cerambyx klinzingi (Podaný, 1964)
- Cerambyx lativitta (Newman, 1850)
- Cerambyx subserratus (Newman, 1850)
- Cerambyx multiplicatus (Motschulsky, 1857)
- Cerambyx elbursi (Jureček, 1924)
- Cerambyx welensii Küster, 1846